# Kraatziana lata
Kraatziana lata es una especie de coleóptero de la familia Monommatidae.

## Distribución geográfica
Habita en Somalilandia.